# Матиас фон Биберщайн
Матиас фон Биберщайн (на немски: Matthias von Biberstein; † 1521) е благородник от род Биберщайн от Саксония.
Той е единствен син на Венцел фон Биберщайн († сл. 1487) и съпругата му Кристина († сл. 1493). Внук е на Венцел фон Биберщайн († 1424/1427). Потомък е на Гюнтер фон Биберщайн († сл. 1240), граф в Силезия.

## Фамилия
Матиас фон Биберщайн се жени за Лудмила фон Шьонбург († сл. 1534), дъщеря на Венцел II фон Шьонбург († 1523). Те имат седем деца:
- Анна фон Биберщайн, омъжена за Геверт Ганс цу Путлиц († сл. 1553)
- Фридрих фон Биберщайн († 1531), женен I. 1474 г. за Житка (Бригита) фон Ландщайн († пр. 1525), II. за Сидония Шлик цу Басано и Вайскирхен († 1547)
- Мелхиор фон Биберщайн († 1552), женен за Хедвиг фон Шарфенорт († сл. 1552)
- Балтазар фон Биберщайн († сл. 1578), женен за Доротея Шенк фон Ландсберг († 12/22 януари 1587), внучка на Ото Шенк фон Ландсберг († 1495/1499), дъщеря на Хайнрих Шенк фон Ландсберг († сл. 1523/1533) и Катарина фон Биберщайн († сл. 1540), дъщеря на Улрих фон Биберщайн (* 1518)
- Венцел фон Биберщайн († 1546)
- Йохан фон Биберщайн († 12 октомври 1583), женен за Елизабет фон Шлайниц († 6 май 1592)
- Маргарета фон Биберщайн († сл. 1553)